# 帕瑟里尼反应
Passerini反应（Passerini reaction），由意大利佛罗伦萨的化学家 Mario Passerini 在1921年报道。
一分子异腈、一分子醛（或酮）与一分子羧酸缩合为α-酰氧基酰胺的三组分反应。
此反应在新药设计与合成、组合化学中有很广泛的应用。
最近 Denmark 等发展了手性路易斯碱催化的 Passerini 反应，有很好的对映选择性。

## 反应机理
反应有两种可行的机理。

### 离子型机理
反应在极性溶剂如甲醇或水中进行时，为离子型机理。质子化的羰基化合物受到异腈的亲核加成，生成腈鎓正离子，接下来再受到羧酸根离子的加成，最后，酰基转移、异构化，得到最终产物酯。

### 协同机理
在非极性溶剂中进行、反应物浓度较高时此反应倾向于以协同机理进行。
三个底物经过五元环过渡态缩合，然后酰基转移至邻近的羟基上，得到产物。反应倾向在非极性溶剂中以此机理进行，以及反应的动力学结果，都证实了此机理中三分子结合的步骤。

## 拓展
串联 Horner-Wadsworth-Emmons 反应-Passerini 反应制备酯肽类化合物：